# Wapen van Merkelbeek

Wapen van Merkelbeek

Het wapen van Merkelbeek werd op 22 september 1892 verleend door de Hoge Raad van Adel aan de Limburgse gemeente Merkelbeek. Per 1982 ging Merkelbeek op in gemeente Onderbanken. Het gemeentewapen kwam daardoor te vervallen. Het slangenkopkruis is terug te vinden op het wapen van Onderbanken.

## Blazoenering
De blazoenering van het wapen luidde als volgt:
Gedeeld, rechts in keel een slangenkruis van zilver met een hartschild van zilver, beladen met drie koeken van keel, geplaatst twee en een (Huijn van Amstenrade); links in goud de H. Paus en Martelaar Clemens, rechts gekeerd, met aangezicht en handen van natuurlijke kleur, in pauselijk ornaat bestaande in een bovenkleed van keel, versierd met het pallium van zilver, bezet met kruisjes van sabel; en in een onderkleed van sabel; de Heilige draagt op het met een nimbus omgeven hoofd eene tiaar van keel, met drie boven elkander geplaatste platte repen van goud; met den linkerhand houdt de Heilige den Bijbel met gouden band omklemt; aan zijne voeten ligt een anker van sabel. Het schild omgeven door het randschrift ""Gemeentebestuur van Merkelbeek"".
De heraldische kleuren zijn keel (rood), zilver (wit), goud (goud of geel), sabel (zwart) en natuurlijke kleuren. In de heraldiek zijn links en rechts gezien van achter het schild; voor de toeschouwer zijn de termen links en rechts dus verwisseld.

## Geschiedenis
Het slangenkopkruis komt uit het wapen van de familie Huyn van Amstenrade. Dit wapen komt in meerdere gemeentewapens voor. De heilige Clemens I is de plaatselijke parochieheilige.

## Verwante wapens

Het wapen van Onderbanken, eveneens met het familiewapen van Huyn van Amstenrade
Het wapen van Amstenrade, idem
Het wapen van Bingelrade, idem
Het wapen van Brunssum, idem
Het wapen van Geleen, idem
Het wapen van Jabeek, idem
Het wapen van Oirsbeek, idem
Het wapen van Schinnen, idem
Het wapen van Schinveld, idem
Het wapen van Spaubeek, idem

Ambt Montfort
· Amby
· Amstenrade
· Arcen en Velden
· Baexem
· Beegden
· Beek
· Belfeld
· Bemelen
· Berg en Terblijt
· Bingelrade
· Bocholtz
· Borgharen
· Born
· Broekhuizen
· Broeksittard 
· Buggenum
· Bunde
· Cadier en Keer
· Echt 
· Eijsden
· Elsloo
· Eygelshoven
· Geleen
· Gennep
· Geulle
· Grathem
· Grevenbicht
· Gronsveld
· Grubbenvorst
· Gulpen 
· Haelen
· Heel
· Heel en Panheel
· Heer
· Helden
· Herten
· Heythuysen
· Hoensbroek
· Horn
· Horst
· Houthem
· Hulsberg
· Hunsel
· Itteren
· Jabeek
· Kessel
· Klimmen
· Limbricht
· Linne
· Maasbracht
· Maasbree
· Maasniel
· Margraten
· Meerlo
· Meerlo-Wanssum
· Meerssen
· Meijel
· Melick en Herkenbosch
· Merkelbeek
· Mheer
· Montfort
· Munstergeleen
· Neer
· Neeritter
· Nieuwenhagen
· Nieuwstadt
· Noorbeek
· Nuth
· Onderbanken
· Obbicht en Papenhoven
· Ohé en Laak
· Oirsbeek
· Ottersum
· Oud-Valkenburg
· Oud-Vroenhoven
· Posterholt
· Roggel
· Roggel en Neer
· Roosteren
· Schaesberg
· Schimmert
· Schinnen
· Schinveld
· Sevenum
· Simpelveld
· Sint Geertruid
· Sint Odiliënberg
· Sint Pieter
· Sittard
· Slenaken
· Spaubeek
· Stramproy
· Stevensweert
· Susteren
· Swalmen
· Tegelen
· Thorn
· Ubach over Worms
· Ulestraten
· Urmond
· Valkenburg
· Vlodrop
· Wanssum
· Wessem
· Wijlre
· Wijnandsrade
· Wittem